# Enna osaensis
Espèce
Enna osaensis est une espèce d'araignées aranéomorphes de la famille des Trechaleidae.

## Distribution
Cette espèce est endémique du Costa Rica.

## Étymologie
Son nom d'espèce, composé de osa et du suffixe latin -ensis, « qui vit dans, qui habite », lui a été donné en référence au lieu de sa découverte, la péninsule d'Osa.

## Publication originale
- Silva, Víquez & Lise, 2012 : On the Neotropical spider genera Enna O. Pickard-Cambridge, 1897 and Syntrechalea F. O. Pickard-Cambridge, 1902 (Araneae, Lycosoidea, Trechaleidae): descriptions, taxonomic notes and new records. Zootaxa, no 3334, p. 55-62.